# Mon curé chez les riches (film, 1932)
Pour les articles homonymes, voir Mon curé chez les riches.
Série Mon curé
Mon curé chez les pauvres
(1925) Mon curé chez les riches
(1938)
Pour plus de détails, voir Fiche technique et Distribution.
Mon curé chez les riches est une comédie dramatique française réalisée par E.B. Donatien, sortie en 1932.
Ce film fait partie de la série des « Mon curé ». Ce personnage prend ses origines dans les romans de Clément Vautel : Mon curé chez les pauvres et Mon curé chez les riches. Il est adapté d’abord au théâtre. Puis au cinéma, les œuvres dans lesquels il apparaît, passent progressivement des simples comédies aux films considérés comme nanars.

## Synopsis
Un mari trompé demande à son curé de ramener l'épouse frivole.

## Fiche technique
- Réalisation : E.B. Donatien
- Scénario : Pierre Chaine, André de Lorde, d'après le roman éponyme de Clément Vautel
- Photographie : Georges Lucas
- Musique : Georges Van Parys
- Format : Noir et blanc - Son mono
- Genre : comédie dramatique
- Durée : 98 minutes
- Date de sortie : 
  - France : 29 avril 1932

## Distribution
- Jim Gérald : l'abbé Pellegrin[1]
- Alice Roberts : Mme Cousinet
- Pauline Carton : la bonne
- Pierre Juvenet : M. Cousinet
- André Roanne : Pierre de Sableuse
- Camille Bert : Monseigneur Sibué
- Lisette Lanvin
- Carlos Avril

## Autour du film
Ce film est le remake parlant d'une première version muette de Donatien réalisée en 1925. Il fut ensuite repris sous le même titre, en 1938 par Jean Boyer (Mon curé chez les riches) et en 1952 par Henri Diamant-Berger (Mon curé chez les riches).